# Alexander Bowen
Alexander Raphael Bowen Smith (el 3 de abril de 1993) es un atleta panameño especializado en salto de altura. Ganó medalla de bronce en el Campeonato Sudamericano de 2015.

## Biografía
Alexander Bowen obtuvo su primera experiencia internacional en 2014 cuando ganó la medalla de oro en salto de altura en el Campeonato Centroamericano en Tegucigalpa con un salto de 2,16 m. Luego ocupó el sexto lugar en el Campeonato Iberoamericano de São Paulo con 2,15 m y luego alcanzó el séptimo lugar en el Festival Deportivo Panamericano en la Ciudad de México con 2,10 m. En el Campeonato Sudamericano de Atletismo Sub-23 de Montevideo ganó la medalla de bronce con una altura de 2,15 m detrás del brasileño Fernando Ferreira y Eure Yáñez de Venezuela. Luego alcanzó el sexto lugar en los Juegos Centroamericanos y del Caribe de Xalapa con 2,15 m. Al año siguiente consiguió la medalla de bronce en el Campeonato Sudamericano de Lima con 2,19 m detrás del brasileño Fernando Ferreira y su compatriota Talles Silva. Luego defendió su título en el Campeonato Centroamericano de Managua con 2,15 m. En 2016 quedó octavo en el Campeonato Iberoamericano de Río de Janeiro con 2,15 m y en 2017 ganó el Campeonato Centroamericano en Tegucigalpa con 2,17 m y ganó en los Juegos Bolivarianos de Santa Marta con 2,15 m la medalla de bronce detrás del venezolano. Eure Yáñez y Arturo Chávez de Perú. Luego ganó los Juegos Centroamericanos de Managua con un salto de 2,10 m. Al año siguiente participó en los Juegos Suramericanos de Cochabamba y quedó quinto con 2,19 m. Luego alcanzó el séptimo lugar con la misma altura en los Juegos Centroamericanos y del Caribe de Barranquilla. En 2019 ganó el Campeonato Sudamericano de Lima con una altura de 2,21 m.

## Récords Personales
- Salto de altura: 2,22 m, 5 de mayo de 2013 en  Binghamton.
- Salto de altura (interior): 2,22 m, 12 de febrero de 2013 en  Boston.

## Competencias Internacionales
| Año                    | Competencia                          | Lugar                    | Posición               | Notas                  |                        |
| Representando a Panamá | Representando a Panamá               | Representando a Panamá   | Representando a Panamá | Representando a Panamá | Representando a Panamá |
| ---------------------- | ------------------------------------ | ------------------------ | ---------------------- | ---------------------- | ---------------------- |
| 2014                   | Campeonato Centroamericano           | Tegucigalpa, Honduras    | 1.º                    | 2.16 metros            |                        |
| 2014                   | Campeonato Iberoamericano            | São Paulo, Brasil        | 6.º                    | 2.15 metros            |                        |
| 2014                   | Festival Deportivo Panamericano      | Ciudad de México, México | 7.º                    | 2.10 metros            |                        |
| 2014                   | Campeonato Sudamericano Sub-23       | Montevideo, Uruguay      | 3.º                    | 2.15 metros            |                        |
| 2014                   | Campeonato Sudamericano Sub-23       | Xalapa, México           | 6.º                    | 2.15 metros            |                        |
| 2015                   | Campeonato Sudamericano              | Lima, Perú               | 3.º                    | 2.19 metros            |                        |
| 2015                   | Campeonato Centroamericano           | Managua, Nicaragua       | 1.º                    | 2.15 metros            |                        |
| 2016                   | Campeonato Iberoamericano            | Rio de Janeiro, Brasil   | 8.º                    | 2.15 metros            |                        |
| 2017                   | Campeonato Centroamericano           | Tegucigalpa, Honduras    | 1.º                    | 2.17 metros            |                        |
| 2017                   | Juegos Bolivarianos                  | Santa Marta, Colombia    | 3.º                    | 2.15 metros            |                        |
| 2017                   | Juegos Centroamericanos              | Managua, Nicaragua       | 1.º                    | 2.10 metros            |                        |
| 2018                   | Juegos Suramericanos                 | Cochabamba, Bolivia      | 5.º                    | 2.19 metros            |                        |
| 2018                   | Juegos Centroamericanos y del Caribe | Barranquilla, Colombia   | 7.º                    | 2.19 metros            |                        |
| 2019                   | Campeonato Sudamericano              | Lima, Perú               | 1.º                    | 2.21 metros            |                        |